# Dictionnaire Canard
Dictionnaire du Canard enchaîné, ou encore Dictionnaire Canard, Dico Canard, est une publication du journal Le Canard enchaîné, regroupant toutes les éditions du Canard de l'année.

## Histoire
Il sera suivi au début des années 1980 par Les Dossiers du Canard enchaîné.